# Angel vs Frankenstein
Angel vs Frankenstein è un fumetto one-shot pubblicato negli USA dalla casa editrice IDW Publishing e dedicato alle avventure del vampiro Angel protagonista delle serie televisive Buffy l'ammazzavampiri ed Angel.
Il fumetto racconta la storia del primo incontro tra Angelus e il celebre mostro Frankenstein descritto da Mary Shelley nel romanzo del 1818. Descrive un finale diverso da quanto narrato nel romanzo e ne diventa a tutti gli effetti il seguito.
La Italycomics, che gestisce i diritti italiani di pubblicazione per conto della IDW Publishing, ancora non ha recuperato questo one-shot che pertanto è ancora inedito in Italia.
Nel 2010, John Byrne ha dato alle stampe anche un secondo fumetto, Angel vs Frankenstein II, ideale seguito del primo nonostante le due storie siano ambientate a 120 anni di distanza tra loro.

## Trama
1800. Ginevra. Angelus noleggia una stanza in una locanda allo scopo di visitare una casa che l'oste lo avverte essere maledetta. Intenzione del vampiro è presentarsi agli abitanti della casa, entrare indesiderato dopo aver buttato giù la porta uccidendo il maggiordomo Claude e presentarsi alla padrona di casa Elspeth come erede designato degli averi della famiglia Frankenstein a cui lei appartiene.
Nel frattempo giunge alla locanda anche il vero Frankenstein: racconta brevemente all'oste la sua storia, compresa la parte in cui (a differenza di quanto narrato nel romanzo di Mary Shelley) ritorna dai ghiacci del Polo Nord, vaga per l'Europa fino a quando a Praga si imbatte in Angelus con cui socializza. Frankenstein spiega ad Angelus il suo progetto di diventare erede della famiglia che lo ha sempre rifiutato ma Angelus, dopo avergli promesso aiuto, lo getta fuori dalla carrozza e ne prende il posto. Elspeth è cugina di Elisabeth, prima moglie di Victor Frankenstein ed è l'unica erede rimasta della famiglia. Purtroppo per Angelus, l'eredità è costituita solo da miseria e debiti. Lo scontro inevitabile tra il vampiro deluso e il mostro furioso degenera in una lotta furibonda che uccide Elspeth e fa scomparire entrambi i contendenti nelle acque del fiume davanti agli sguardi dei paesani richiamati dall'oste.